# Rutylapa ruficornis
Rutylapa ruficornis är en tvåvingeart som först beskrevs av Zetterstedt 1851.  Rutylapa ruficornis ingår i släktet Rutylapa, och familjen platthornsmyggor. Enligt den svenska rödlistan är arten sårbar i Sverige. Arten förekommer i Götaland. Artens livsmiljö är våtmarker, skogslandskap, jordbrukslandskap, stadsmiljö.